# Tableau économique

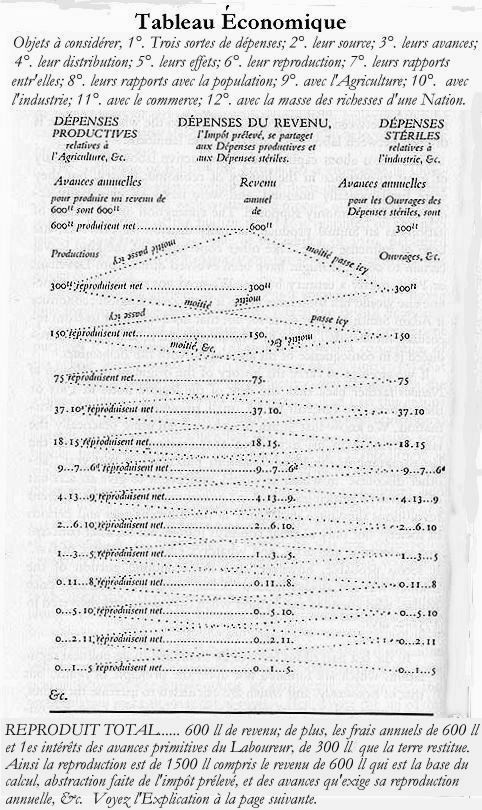
Orginale illustratie van Quesnay, 1759

Het Tableau économique of economisch tableau is een macro-economisch model en is ontwikkeld door de Franse arts en econoom François Quesnay in 1758. Samen met de handelsbalans van Jean-Baptiste Colbert (1619-1683) vormt dit een van de oudste economische modellen.
De publicatie van het economisch tableau leverde een fundament voor de ideeën van de fysiocraten. Het was misschien wel de eerste poging om de werking van de economie op analytische wijze te beschrijven. Zo wordt dit werk ook wel beschouwd als een van de eerste bijdragen aan de economische wetenschap.
De term Tableau économique is tevens de benaming van Quesnays publicatie uit 1758, waarin hij dit model presenteerde.

## De opzet van het tableau
Het economisch tableau geeft een schema van de opbrengsten en kapitaalstromen in een economie gebaseerd op landbouw. Deze landbouweconomie is voorgesteld als een kringloop, waarin door ruiltransacties de jaarlijkse opbrengst van land wordt verdeeld tussen consumptie en investering in nieuwe aanwas, zodat het proces het volgende jaar weer kan plaatsvinden. Dit kringloopmodel heeft de volgende vorm:

Figuur 1: Productie stroomdiagram van Quesnays Tableau
Dit rekenschema is in uitgetekende vorm opgebouwd als een steeds weer delend Stroomdiagram, en stond bekend als de zigzag. Dat is goed terug te zien in de oorspronkelijke afbeelding van het Tableau uit 1759.